# Eragrostis tinge-lingua
Eragrostis tinge-lingua är en gräsart som beskrevs av Spencer Le Marchant Moore. Eragrostis tinge-lingua ingår i släktet kärleksgrässläktet, och familjen gräs. Inga underarter finns listade i Catalogue of Life.